# Medios sociales

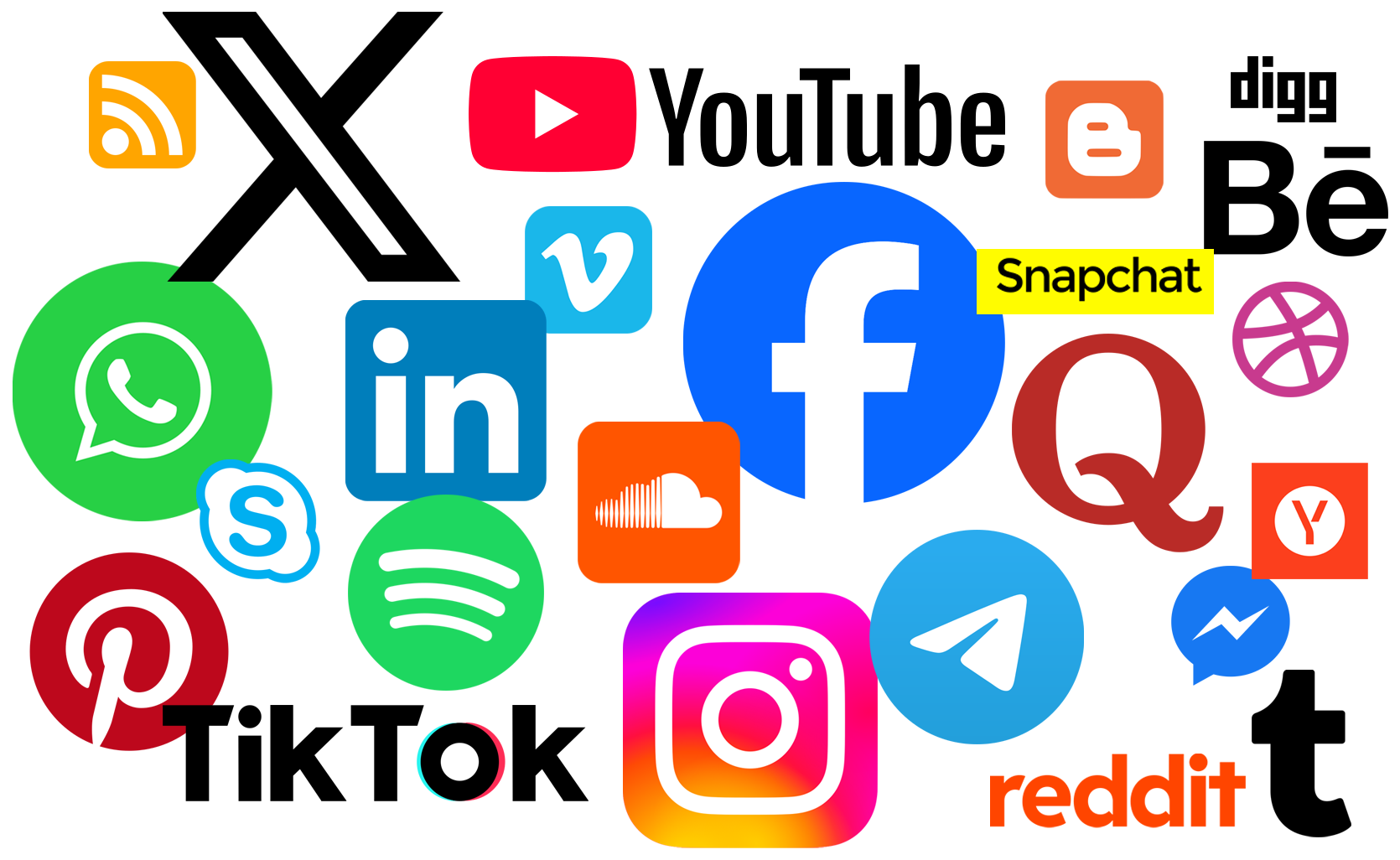
Iconos de apps de redes sociales

Los medios de comunicación sociales o simplemente medios sociales (social media en inglés) son plataformas de comunicación en línea donde el contenido es creado por los propios usuarios mediante el uso de la Web 2.0, que facilitan la edición, publicación e intercambio de información.
Los profesores Kaplan y Haenlein definen medios sociales como: 

«Un grupo de aplicaciones basadas en Internet que se desarrollan sobre los fundamentos ideológicos y tecnológicos de la Web 2.0, y que permiten la creación y el intercambio de contenidos generados por el usuario»
(Kaplan Andreas M., Haenlein Michael Users of the world, unite! The challenges and opportunities of social media, Business Horizons)

Los medios sociales se basan en la influencia y la interacción entre una audiencia pública que es cada vez más inteligente y participativa. Los medios sociales son un conjunto de plataformas digitales que amplifican el impacto del voz a voz; además, de ser medible y rentabilizable por la mercadotecnia.
Los responsables de comunidad se encargan de crear y cuidar las comunidades en torno a las empresas generando contenido de valor, creando conversación, animando a las personas a participar, monitorizando la presencia en la red de las marcas, etc. Los medios sociales han cambiado la comunicación entre las personas, y entre las marcas y las personas.
Los tipos de medios sociales más utilizados son estos redes sociales, los blogs, los microblogs, los medios sociales móviles y los servicios de compartición multimedia.

## Historia de las redes sociales

### Computación temprana
El sistema PLATO fue lanzado en 1960, después de haber sido desarrollado en la Universidad de Illinois y posteriormente comercializado por Control Data Corporation. Ofreció formas tempranas de funciones de redes sociales con innovaciones de la era de 1973, como Notes, la aplicación de foro de mensajes de PLATO; TERM-talk, su función de mensajería instantánea; Talkomatic, quizás la primera sala de chat en línea; News Report, un periódico en línea de colaboración abierta, blogs y listas de acceso, que permite al propietario de un archivo de notas u otra aplicación limitar el acceso a un determinado conjunto de usuarios, por ejemplo, solo amigos, compañeros de clase o trabajo.
ARPANET, que se puso en línea por primera vez en 1967, había desarrollado a finales de la década de 1970 un rico intercambio cultural de ideas y comunicaciones no gubernamentales/empresariales, como lo demuestra la etiqueta de la red (o 'netiqueta') descrito en un manual de 1982 sobre computación en el Laboratorio de inteligencia artificial del MIT. ARPANET evolucionó hasta convertirse en Internet tras la publicación de la primera especificación del Protocolo de control de transmisión (TCP), RFC 675 (Especificación del programa de control de transmisión de Internet), escrita por Vint Cerf, Yogen Dalal y Carl Sunshine en 1974. Esto se convirtió en la base de Usenet, concebido por Tom Truscott y Jim Ellis en 1979 en la Universidad de Carolina del Norte en Chapel Hill y Universidad de Duke, y establecida en 1980.
Un precursor del sistema de tablón de anuncios (BBS), conocido como Community Memory, apareció en 1973. Los verdaderos BBS electrónicos llegaron con el Computer Bulletin Board System en Chicago, que se puso en línea por primera vez el 16 de febrero de 1978. En poco tiempo, la mayoría de las ciudades importantes tenían más de un BBS ejecutándose en TRS-80, Apple II, Atari, IBM PC, Commodore 64, Sinclair y ordenadores personales similares. El PC de IBM se introdujo en 1981, y los modelos posteriores de ordenadores Mac y PC se utilizaron a lo largo de la década de 1980. Múltiples módems, seguidos de hardware de telecomunicaciones especializado, permitieron que muchos usuarios estuvieran en línea simultáneamente. Compuserve, Prodigy y AOL fueron tres de las mayores empresas de BBS y fueron las primeras en migrar a Internet en la década de 1990. Entre mediados de la década de 1980 y mediados de la década de 1990, los BBS se contaban por decenas de miles solo en América del Norte. Los foros de mensajes (una estructura específica de las redes sociales) surgieron con el fenómeno BBS a lo largo de la década de 1980 y principios de la de 1990. Cuando la World Wide Web (WWW, o 'la web') se agregó a Internet a mediados de la década de 1990, los foros de mensajes migraron a la web y se convirtieron en foros de Internet, principalmente debido a que eran para acceso personal más barato, así como la capacidad de manejar a muchas más personas simultáneamente que los bancos de módem de telecomunicaciones.
La tecnología de imágenes digitales y sensores de imagen de semiconductor facilitó el desarrollo y el auge de las redes sociales. Avances en la fabricación de dispositivos semiconductores en metal-óxido-semiconductor (MOS), alcanzando niveles más pequeños de micras y submicras durante la década de 1980-1990, condujo al desarrollo de sensores de píxeles activos (APS) de NMOS (MOS de tipo n) en Olympus en 1985, y luego el sensor de píxeles activos (sensor CMOS) MOS complementario (CMOS) en el Laboratorio de propulsión a chorro (JPL) de NASA en 1993. Los sensores CMOS permitieron la proliferación masiva de cámaras digitales y teléfonos con cámara, lo que impulsó el auge de las redes sociales.

### Desarrollo de plataformas de redes sociales

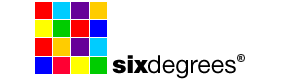
SixDegrees, lanzado en 1997, a menudo se lo considera el primer sitio de redes sociales.

Cuando Tim Berners-Lee conectó el software de hipertexto a Internet en 1991, desarrolló la World Wide Web, que creó la era moderna de la comunicación en red. Los weblogs, los servidores de listas y los servicios de correo electrónico ayudaron en la formación de comunidades en línea y el apoyo de grupos fuera de línea. Los servicios en línea evolucionaron de proporcionar conductos para la comunicación en red a ser vehículos bidireccionales interactivos para la sociabilidad en red con la introducción de la Web 2.0.
El desarrollo de las redes sociales comenzó con plataformas simples. GeoCities fue uno de los primeros servicios de redes sociales, lanzado en noviembre de 1994, seguido de Classmates.com en diciembre de 1995 y SixDegrees.com en mayo de 1997.A diferencia de los clientes de mensajería instantánea (p. ej., ICQ y AIM de AOL) o clientes de chat (p. ej., IRC, iChat o Chat Television), SixDegrees fue el primer negocio en línea creado para personas reales, usando sus nombres reales. Como tal, según CBS News, SixDegrees es "ampliamente considerado como el primer sitio de redes sociales", ya que incluía "perfiles, listas de amigos y afiliaciones escolares" que podían utilizar los usuarios registrados. El nombre hace referencia al concepto de "seis grados de separación", que postula que "todos en el planeta están a solo seis grados de distancia de los demás". Fue el primer sitio web en brindar a los usuarios la opción de crear un perfil.
A principios del siglo XXI, las plataformas de redes sociales se hicieron populares, primero con el surgimiento de Friendster y Myspace, y luego con el lanzamiento y la popularización de Facebook, YouTube y TikTok, entre otros.
Una investigación de 2015 muestra que el mundo pasó el 22% de su tiempo en línea en las redes sociales, lo que sugiere la popularidad de las plataformas de redes sociales. Se especula que el aumento de la popularidad de las redes sociales se debe al uso diario generalizado de los teléfonos inteligentes. Tantos como 4.08 mil millones de usuarios de redes sociales en todo el mundo se encontraron activos en teléfonos inteligentes a partir de octubre de 2020.

## Medios socialesy losmedios de comunicación de masas
El término «Social Media» es usado como contraste del conocido «Mass Media» (medios de comunicación de masas) para expresar el enorme cambio de paradigma que están viviendo los medios de comunicación en la actualidad. La mayoría de las veces el término es usado para referirse a actividades que integran la tecnología, las telecomunicaciones móviles y la interacción social, en forma de conversaciones, fotografías, imágenes, vídeos y pistas de audio.
Las conversaciones que pueblan los medios sociales y la manera en que se presenta la información, depende de una variedad de perspectivas y de la construcción de un propósito común entre las comunidades que se articulan en torno a ellas. Típicamente en un medio social las personas comparten sus historias y sus experiencias con otros, de manera natural.
También se han usado otros términos para referirse a los medios de comunicación social «como contenido generado por el usuario» o «medios de comunicación generados por el consumidor».
Los medios sociales de comunicación son distintos de los medios de comunicación industrial, tales como periódicos, canales de televisión y emisoras de radio. Los medios sociales usan herramientas, algunas relativamente baratas, que permiten a cualquier persona, publicar y tener acceso al contenido, mientras que los medios industriales en general, requieren un capital financiero para iniciar operaciones, activos como máquinas sofisticadas para la impresión, equipos y antenas para una emisora de radio o la concesión de una licencia del espectro radioeléctrico.
Una característica que comparten los medios sociales y los medios de comunicación de masas es la capacidad de llegar a un público grande aunque decidan dedicarse a un pequeño nicho; por ejemplo, una publicación en una publicación o un programa de TV de un medio tradicional pueden llegar a millones de personas en muchas partes del mundo.

## Clasificación de medios sociales

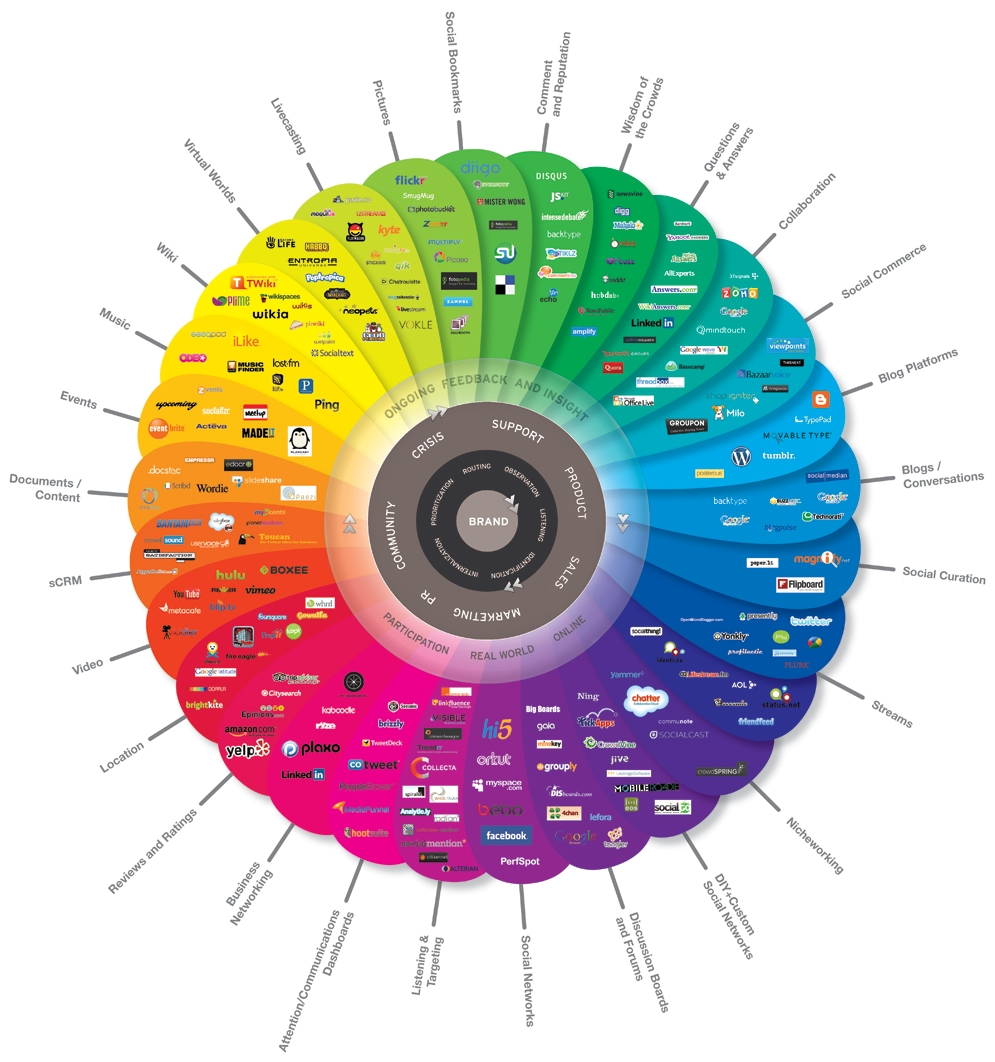
El prisma de la conversación 2.0: Diagrama que representa los diferentes tipos de redes sociales.

Las tecnologías de medios sociales aparecen en diferentes formatos entre los que destacan: blogs, redes profesionales, redes sociales de empresas, foros, microblogs, compartir fotos, crítica de productos o servicios, marcadores sociales, juegos sociales, redes sociales, compartir vídeos y mundos virtuales.

## Características
- Audiencia: ambos medios proporcionan la tecnología que permiten a cualquier persona accederla, de modo que ambas pueden llegar a una audiencia global.

- Accesibilidad: los medios de masas son generalmente de pago y son propiedad de un particular o del gobierno, mientras que los medios sociales están en general disponibles para cualquier persona con poco o ningún costo.

- Facilidad de uso por los creadores: en los medios industriales la producción del contenido requiere normalmente de recursos y conocimientos especializados. La mayoría de los medios sociales, o en algunos casos se reinventa habilidades, de modo que cualquier persona puede ser un productor en estos medios.

- Instantaneidad: el tiempo que transcurre entre la producción del contenido y su entrega a las audiencias puede ser largo (días, semanas o incluso meses) en comparación con los medios sociales (que puede ser capaz brindar contenido prácticamente de forma instantánea o sólo con muy pequeños retraso en su publicación. Los medios Industriales están evolucionando con la adopción de recursos y tecnologías de modo que esta característica puede no ser la más distintiva en poco tiempo.

- Edición del contenido: en los medios industriales, una vez creado el contenido este no puede ser alterado (una vez que el artículo de una revista se ha impreso y distribuido los cambios no se pueden hacer en ese mismo artículo) La cita es importante y ayuda a cualquiera que quiera encontrar más información sobre su contenido y su procedencia., mientras que los medios sociales no solo se enriquecen con los comentarios de las audiencias, sino que el contenido puede ser alterado instantáneamente por los productores, mejorando en contenido para las audiencias.

## Responsabilidad social
Una distinción muy importante se refiere a la responsabilidad social de los medios: Los medios industriales tradicionales están obligados a rendir cuentas, de acuerdo a las leyes por la calidad de su contenido y las consecuencias de sus actividades, en términos de los valores y del interés público, la responsabilidad social que está acarrea y la independencia editorial. Los medios sociales, hasta el momento, no están obligados a responder por sus actividades de publicación.
Sin embargo aunque los medios sociales pueden ser percibidos como un lugar libre de las regulaciones y leyes de responsabilidad social que rige a los medios industriales, la evaluación pública, la reputación de los actores y su valoración pública, puede verse amenazados por el creciente fenómeno de la inteligencia colectiva y del activismo de los usuarios de Internet, que se están convirtiendo en uno de los mejores mecanismos de autorregulación de la calidad del contenido, Wikipedia es un ejemplo extraordinario de esto.
Algunos medios, como medios comunitarios por ejemplo, han creado un interesante híbrido entre estos dos conceptos. Aunque propiedad de esos medios es comunitaria y social, algunas emisoras de radios, canales de televisión social y periódicos de los ciudadanos, están dirigidos por verdaderos profesionales de la comunicación, capaces de sacar ventaja del entusiasmo y la participación de los creadores o comunicadores aficionados. Utilizan los marcos de trabajo y las prácticas más depurada, tanto de los medios industriales como los medios sociales para producir nuevos fenómenos de comunicación como el periódico en línea, de origen coreano ohmyNews.
En el libro La riqueza de las redes: Cómo la producción social transforma los mercados y la libertad, publicado en 2006 por Yochai Benkler, se analizan muchas de estas distinciones y sus implicaciones en términos de economía política y la libertad. Sin embargo, Benkler, al igual que muchos otros académicos, utiliza el neologismo network economy o economía de red para describir las variables económicas, sociales, tecnológicas y las características de lo que ha llegado a conocer como los medios sociales de comunicación.

## Aspecto conversacionales
Los medios sociales utilizan la tecnología como plataforma pero su calidad y proyección dependen principalmente de las interacciones entre las personas, de la riqueza de las conversaciones, de la fecundidad del diálogo y la calidad de la colaboración entre los participantes, para construir sentido compartido de lo que se está realizando.
Los servicios de los medios sociales crean oportunidades para el uso de la inteligencia colectiva de sus usuarios. Los reclamos o denuncias de mal uso son rápidamente atendidas por la comunidad de forma que esos debates son públicos y compartidos por todos los participantes.
La velocidad de los medios sociales, la amplitud, el alcance y la profundidad que pueden alcanzar se pueden apreciar al ver cómo se maneja un caso de mal uso del medio por algún usuario. La inteligencia colectiva actúa como el sistema inmunológico del cuerpo humano y es usada para validar, corregir, mejorar o autenticar a los usuarios y sus diferentes comentarios y declaraciones. Un lenguaje directo y franco, una voz humana es una parte importante del estilo y del lenguaje de los medios sociales de comunicación.
Sin embargo, los medios sociales no son una panacea, pero el hecho de que el público pueda participar activamente en ellos —de hecho participan— a través de agregar comentarios, mensajes instantáneos o incluso la complementación del contenido con historias y experiencias propias le dan su principal poder y atractivo.
Podemos ver algunos ejemplos de participación del público en casos como Threadless, Lego Ideas, GoPro, etc. Que le ofrece la opción a su comunidad de participar y esa opinión de poder sobre su producto. La participación del público en línea con las marcas se está volviendo cada vez más fuerte además de ser esencial para el éxito de muchas empresas alrededor del mundo.

## Problemática creciente
Las redes sociales en Internet son un imán para los más jóvenes. En estas plataformas, pueden crear su propio mundo, a través del cual establecen relaciones con el de otros, o más indeseable con personas que no conocen bien. Padres y educadores no deberían obviar la existencia de estos "lugares" de ocio que influirán en la formación de sus hijos. A la vez, deben compartir la preocupación por la falta de seguridad que puede derivarse de estas redes.
Porque el usuario de estos sitios está, por definición, dispuesto a compartir imprudentemente información personal con amigos y otros jóvenes, cuando no con el mundo entero. Bajo la presión de los medios y de la opinión pública.
Se plantea la necesidad de ofrecer mecanismos más restrictivos para disminuir el uso entre los más jóvenes, algunos sitios limitan la edad a los 13 años pero la mayoría se puede usar desde que se tiene uso de razón y lenguaje, se deben tomar medidas para impedir la falsificación de la edad, tanto por parte de esos menores como por parte de pederastas que se hagan pasar por jóvenes. Por ahora no hay manera de confirmar la edad real del usuario que se suscribe.
Sin embargo, por numerosos que sea los parches y la seguridad, parece que la mejor manera que tienen los padres de enfrentarse a los problemas sociales que se derivan de las redes sociales es conocerlas y enseñar a los menores a usarlas responsablemente, ya que ignorarlas solo aumentara la incertidumbre sobre cómo enfrentar el nuevo fenómeno social creciente, enfrentado con la no respuesta de los gobiernos para combatir los cada vez más frecuentes acosos cibernéticos.

## Clasificación
Los medios sociales pueden adoptar muchas formas diferentes, incluyendo foros de Internet, blogs de personalidades, blogs sociales, wikis, pódcast, fotos y vídeos.
Ejemplos de aplicaciones de los medios sociales son: Facebook (redes sociales), Last.fm (música personales), YouTube (intercambio de vídeo), Taringa! (plataforma social), Second Life (realidad virtual), Flickr (compartir fotos), Twitter (microblogueo y redes sociales). Muchos de estos servicios de medios de comunicación social puede ser integrado a través de redes sociales como plataformas de agregación.

### Comunicación
- Blog: Blogger, LiveJournal, WordPress, Vox
- Social Media Marketing
- Foros en línea: vBulletin, phpBB
- Microblogueo: Twitter, Plurk, Jaiku, Tumblr, Mastodon, Gab, Parler
- Redes sociales: Facebook, LinkedIn, Pinterest, Ask, Tuenti, MySpace, Orkut, Skyrock, Netlog, Hi5, Google+ (cerrada en 2019), VK
- Sistemas de agregación: FriendFeed, Youmeo
- Reuniones o acontecimientos planificados: Upcoming, Meetup.com, Anticurro.com,
- Redes sociales basadas en localización: Foursquare, Facebook places, Tuenti Sitios, Google Latitude
- Mensajería instantánea: WhatsApp, Line, Kik, Telegram, Viber, WeChat, Discord, Facebook Messenger, Signal, Kakao Talk, Snapchat, Chat On, Wickr, Dust, iMessage, Google Chat, BlackBerry Messenger.
- Videoconferencia: WhatsApp, Telegram, Skype, Zoom, Google Meet, Microsoft Teams, Jitsi Meet, Google Duo.

### Colaboración
- Wiki: Wikipedia, PBwiki, wetpaint, Wikispaces.
- Marcadores sociales: Delicious, StumbleUpon, Stumpedia, Google Reader, Diigo, Pocket.
- Noticia: Menéame, Digg, Reddit, Mixx, Divoblogger (cerrado en julio de 2015), Divúlgame.
- Editores: Etherpad, Google Drive, Evernote, Google Keep, Microsoft Teams, Trello, Google Classroom, Slack.
- Sitios de opinión: epinions, Yelp, TripAdvisor, Glassdoor
- Sitios de Comercio Social: iMythos.

### Multimedia
- Compartir fotos: Commons, Uplust, Pinterest, Instagram, Flickr, Zooomr, Photobucket, SmugMug, Picasa, Quepasa, Snapchat, BeReal
- Compartir videos: Uplust, YouTube, Instagram, TikTok, Vimeo, Revver, Vine, Quepasa, Dailymotion, Snapchat, TikTok.
- Compartir arte: deviantART
- Emisiones en directo: Ustream.tv, Justin.tv, Skype, Twitch, YouNow, Instagram, YouTube, TikTok
- Compartir música: Spotify, imeem, Quepasa, The Hype Machine, Last.fm, ccMixter, SoundCloud

### Entretenimiento
- Mundos virtuales: Second Life, The Sims Online, Habbo
- Juegos en línea: World of Warcraft, EverQuest, Age of Conan, Spore, Angels online, League of Legends
- Juegos compartidos: Miniclip
- Juegos de georeferencia: Foursquare, Gowalla, SCVNGR